# Lèmur ratolí d'Anosy
El lèmur ratolí d'Anosy (Microcebus tanosi) és una espècie nocturna de quirogalèid. És endèmic de Madagascar.

## Taxonomia i etimologia
L'abril de 2007, el biolèg Rodin Rasoloarison capturà els primers deu exemplars durant el seu treball de camp als boscos de Manantantely i Ivorona, al sud-est de Madagascar, a prop de la ciutat Tôlanaro. Després d'una anàlisi genètica, el nom científic fou publicat per primera vegada el 2013 per Rasoloarison i col·laboradors, juntament amb M. marohita. En malgaix, el nom específic tanosi vol dir 'd'Anosy', el nom de la regió on es trobaren els exemplars. M. tanosi s'assembla molt a M. murinus i M. griseorufus, que viuen en un radi de 10 km de l'àmbit de distribució de M. tanosi. Les anàlisis genètiques han demostrat que són espècies diferents.